# Чорний Вир
Чорний Вир — старовинний козацький скит, заснований запорозькими козаками в 1747 році на горі Афон у Греції. Виявили козацький скит на Афоні українські дослідники з Міжнародного інституту афонської спадщини в Україні на чолі з Сергієм Шумилом, в 2015 р., під час невеликої пробної експедиції.

## Історія
Засновником скиту «Чорний Вир» був колишній бунчуковий товариш Григорій Голубенко, який прийняв чернечий постриг у Києво-Печерській лаврі та подався на Афон, де 1747 р. і заснував за допомогою запорожців «Чорний Вир».
Згідно з архівними документами старець ієросхимонах Григорій (Голубенко) послушників собі для Афону теж підбирав на Запорозькій Січі.
Ктитором, тобто меценатом афонського скиту, був останній кошовий Запорозької Січі Петро Калнишевський. Зберігся лист старця Григорія (Голубенка) та інші документи, з яких випливає, що Калнишевський надсилав чимало щедрих пожертв на «Чорний Вир» і підтримував давні стосунки з о. Григорієм. Він виступав у цей час ктитором і іншого відомого афонського старця з України — святого Паїсія Величковського.
Запорожці називали скит «Духовним Запоріжжям» (Центр інформації УПЦ).
Дослідник Сергій Шумило зазначає: «Досі не було жодного дослідження про цю козацьку афонську святиню. Виявлені документальні свідчення про неї — це, по суті, нова сторінка в історії Афону і її взаємин з Україною» .

## Опис
Монастир повністю закинутий. В досить доброму стані храм (кафолікон) цієї старовинної козацької обителі, побудований в честь Різдва Пресвятої Богородиці. Всередині частково збереглися фрескові зображення й орнаменти кін. XVIII ст. В храмі частково вціліли дерев'яні іконостаси з писаними на дошках іконами в стилі козацького бароко XVIII ст. Цей іконостас — рідкісний випадок збереження до наших днів у первісному вигляді характерних для Запорозької Січі стилю і манери оформлення козацьких храмів.